# Marcel Dewar
Pour les articles homonymes, voir Agnelli.
Marcel Dewar est un ancien handballeur belge né en 1934. Il évolua au poste de Arrière à l'Olympic Club Flémallois. Il porta le numéro 4.
Il fut un des piliers de son équipe, et possède plusieurs titres pour le prouver.

## Biographie

### Carrière avec l'OC Flémallois
Marcel Dewar débuta au Olympic Club Flémallois.
En 1958 lorsque la fédération fut créée, l'Olympic Club Flémallois est le club de référence en Belgique. Il domine tout de suite les compétitions nationales et Marcel est rapidement remarqué comme étant l'un des meilleurs de cette génération  qui fait partie des pionniers de ce handball belge puisqu'il fut élu par un jury de spécialiste, une fois handballeur de l'année en 1960 avec le club flémallois.
Il fut un de piliers de son équipe, divers sélection en équipe nationale le prouve, ainsi que trois Coupe de Belgique et plusieurs apparitions à la Coupe des clubs champion, il remporta également huit championnat de Belgique avec les mauves et blanc du ROC Flémalle.

### Carrière avec le Progrès HC Seraing
Alors que lors de la saison 1966/1967, Marcel décide de partir au club voisin du Progrès Handball Club Seraing, les rivaux du ROC à l'époque. 
Avec le club de Seraing, Marcel remporta un nouveau titre de champion de Belgique et fut une nouvelle fois élu, handballeur de l'année en 1969.

## Palmarès

### Palmarès par Club
- champion de Belgique (9)
- Coupe de Belgique (3)

### Distinctions
- 2 fois élu meilleur handballeur de l'année par l'URBH[1].